# Pilone

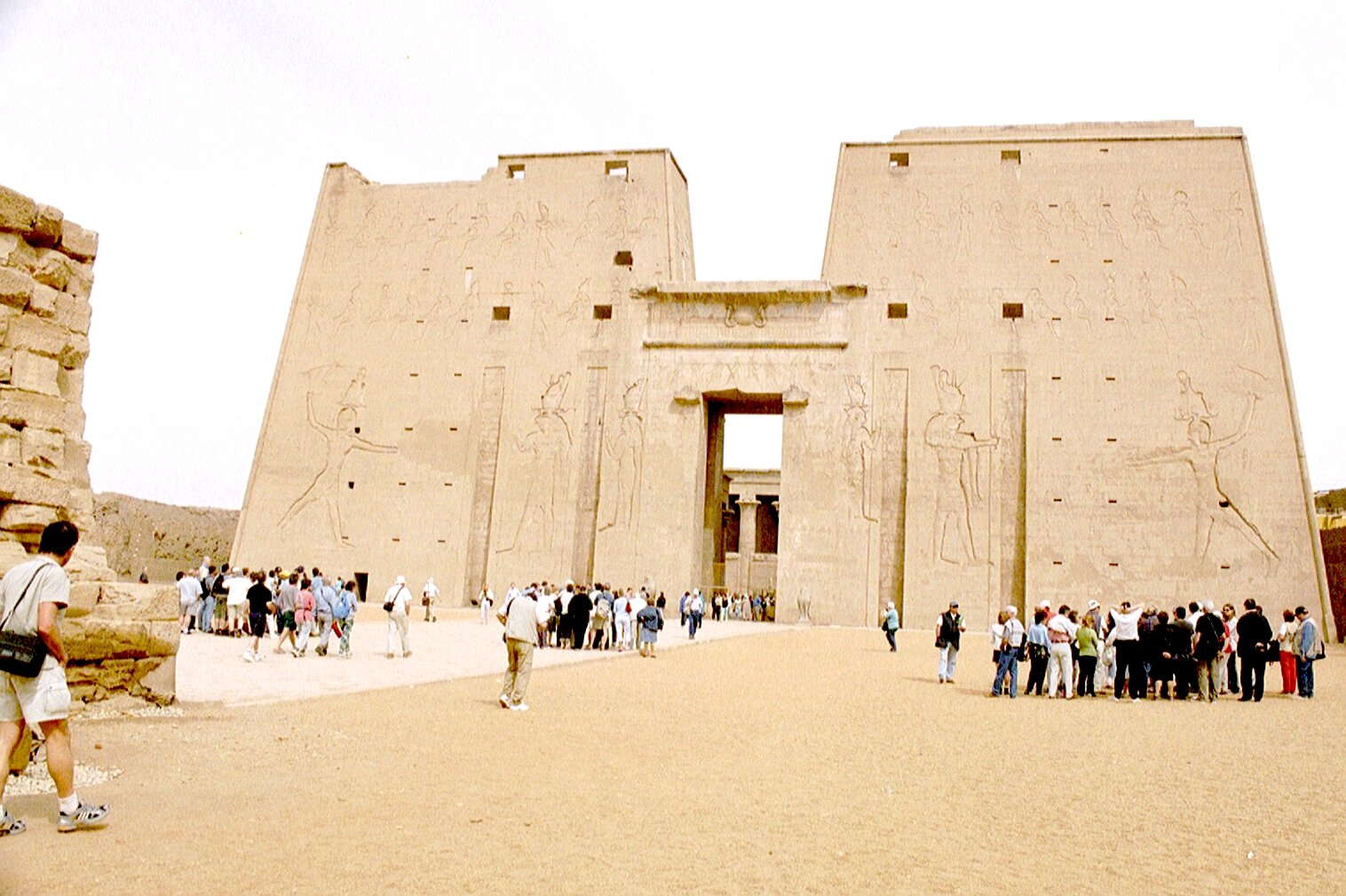
Pilone do Templo de Edfu

Pilone, piloné, pilono ou pilão, no Antigo Egito, era um grande pórtico dos templos, em forma de pirâmide truncada, que ladeava a entrada.